# Шурук, Рони
Аарон Шурук (ивр. אהרון שורוק‎; род. 24 февраля 1946, Подмандатная Палестина) — израильский футболист, играл на позиции полузащитника. Участник чемпионата мира 1970 года.

## Биография

### Клубная карьера
В течение восьми сезонов играл за «Хакоах» из Рамат-Гана, в составе которого выиграл в 1973 году чемпионский титул и 2 Кубка Израиля. В 1975 году перешёл в «Маккаби» из Хайфы, в котором играл один сезон.
Завершил карьеру в клубе «Хапоэль» из Кфар-Савы.

### Карьера в сборной
В составе сборной Израиля принимал участие на чемпионате мира 1970 года, где сыграл в матче группового этапа со сборной Швеции, завершившийся со счётом 1:1. Всего за сборную Израиля сыграл 11 матчей и не забил ни одного гола.

## Достижения
«Хакоах» (Рамат-Ган)
- Чемпион Израиля (1): 1972/73
- Обладатель Кубка Израиля (2): 1968/69, 1969/70